# Hashigaito Koichi
Koichi Hashigaito (sinh ngày 30 tháng 3 năm 1982) là một cầu thủ bóng đá người Nhật Bản.

## Sự nghiệp câu lạc bộ
Koichi Hashigaito đã từng chơi cho Gamba Osaka và Ehime FC.